# Fleischfestival
Fleischfestival ist eine 1999 von Last Episode herausgegebene EP der Band Eisregen. 2003 wurde Fleischfestival zusammen mit Krebskolonie, einem anderen Album von Eisregen, von Massacre Records neu herausgegeben.

## Inhalt
Die Lieder „Des Heilands Haut“ sowie „Zeit zu spielen“ stammen von dem zu diesem Zeitpunkt noch nicht veröffentlichten dritten Album Leichenlager, wobei „Des Heilands Haut“ bis auf den Intro-Satz der Version des Albums entspricht, während „Zeit zu spielen“ eine alternative Version darstellt. „Scharlachrotes Kleid“ hingegen stammt vom zweiten Album Krebskolonie, wird hier jedoch wesentlich schneller gespielt als die Originalversion.
Bei „Herzblut 2000“ handelt es sich um eine Neuinterpretation des Liedes „Herzblut“, welches auf dem ersten Album Zerfall veröffentlicht wurde und laut Michael Roths Aussage „für viele sicherlich das Highlight [dieses Albums]“ darstellte.
„Fleischhaus“ erschien erstmals 1997 auf der Fleischhaus-7"-Single, welche maßgebend dazu beigetragen hatte, dass die Band bei Last Episode unter Vertrag genommen wurde und somit für die Band eine besondere Bedeutung hatte. Michael Roth nannte das Lied zu dem Zeitpunkt „[wohl] eines der […] wichtigsten Lieder für uns“. Thematisch handelt es von einer Welt, in der nach einem größeren Krieg die Anomie ausgebrochen ist und man jede Nacht für Geld in das Fleischhaus gelangen kann, wo man sich sexuell an toten Körpern vergehen kann. Mit dem Satz „Wo ist euer Gott jetzt, wenn ihr ihn braucht“ schwingt zudem noch die Religionskritik mit. Das Thema der Nekrophilie fand sich bereits mit „Blassblaue Lippen“ auf Krebskolonie und später mit „Meine tote russische Freundin“ auf Farbenfinsternis.

## Entstehungsgeschichte
Die Idee dazu kam nicht von der Band selbst, sondern von dem damaligen Label Last Episode, das kurz vor den Aufnahmen zu Leichenlager der Meinung war, dass man eine Single-Veröffentlichung als Vorgeschmack herausgeben sollte, was von der Band zuerst mit geteilten Meinungen aufgefasst wurde, dann aber schließlich doch mit realisiert wurde.
Die optische Gestaltung, die im Farbton Rot gehalten wurde, ist sehr an das Album Krebskolonie angelehnt, das Cover ist ein Screenshot aus dem Film From Dusk Till Dawn und zeigt mehrere Schädel sowie Seth Geckos Pressluftpflock.
Der Stil hingegen entspricht mit seinen stark melodischen Elementen jedoch mehr dem von Leichenlager, was sich besonders bei den Neueinspielungen früherer Titel (v. a. „Scharlachrotes Kleid“) zeigt.

## Titelliste
1. Des Heilands Haut (Album Version) – 3:59
2. Zeit zu spielen (Version Extrem) – 5:42
3. Herzblut 2000 – 5:02
4. Fleischhaus – 4:47
5. Scharlachrotes Kleid (Version Schopfheim) – 4:06

## Indizierung und Beschlagnahme
Die CD wurde im Mai 2011 von der Bundesprüfstelle für jugendgefährdende Medien indiziert. Im August folgte die Beschlagnahme wegen Gewaltdarstellung durch das Amtsgericht Erfurt, damit unterlag die CD in Deutschland einem Verbreitungsverbot.
Im Dezember 2023 wurde die vorzeitige Listenstreichung des Albums abgelehnt. Grund dafür war das Lied „Zeit zu spielen“, das weiterhin als jugendgefährdend angesehen wird. Das Gremium sah die CD allerdings „nicht (mehr) als schwer jugendgefährdend und strafrechtlich relevant“ an.